# Marcelo Abdala
Marcelo Pablo Abdala Ponciano (Montevideo, 4 de diciembre de 1966) es un trabajador metalúrgico, sindicalista y político uruguayo, actual presidente del PIT CNT. Es reconocido por su trayectoria en el movimiento sindical, particularmente en la central única de trabajadores PIT-CNT, donde ha ocupado cargos de relevancia, incluyendo la Secretaría General y la Presidencia. 

## Trayectoria
Abdala creció en el barrio Brazo Oriental, a pocas cuadras del Club Colón, centro neurálgico de las actividades sociales del barrio por aquel entonces. De familia de extracción obrera, concurrió al Liceo N°26 donde comenzó a militar involucrándose tempranamente en las luchas sociales y comenzando su militancia en la Unión de la Juventud Comunista hacia el final de la dictadura cívico-militar año 1983, llegando a ser detenido por su militancia clandestina, como tantos jóvenes estudiantes de aquel entonces. 
Se afilió a la Unión de Trabajadores del Metal y Ramas Afines (UNTMRA) en 1986 mientras trabajaba en la fábrica ALCAN Aluminios del Uruguay y, tras involucrarse activamente en el sindicato, en 1989 ingresó a la dirección como responsable de la Comisión Juvenil, siendo elegido Secretario General en 1996 sucediendo a los históricos dirigentes Rosario Pietrarroia y Hugo Bianchi. Desde la secretaría general impulsó el crecimiento del gremio, tanto en afiliación como militancia, en una década caracterizada por una fuerte desindustrialización en el país, fruto de las políticas aperturistas de la economía impulsadas principalmente por el gobierno de Luis Alberto Lacalle.

### Huelga metalúrgica y llegada al PIT-CNT
En 2011 lideró una histórica huelga de los metalúrgicos, que paralizó las actividades durante 25 días, en reclamo de reivindicaciones expresadas en los consejos de salario. La dura medida tuvo un desenlace victorioso para los trabajadores, que conquistaron aumentos salariales, reducción de la jornada laboral en algunas ramas y el Fondo Social Metalúrgico que beneficia a las familias de los trabajadores. 
En 2012 tras la renuncia de Juan Castillo a la coordinación del PIT-CNT pasa a ser uno de los tres coordinadores junto a Fernando Pereira y Luis Puig.
En 2015 la estructura de coordinadores es modificada en el congreso por responsabilidades más formales y Abdala pasa a ser Secretario General de la central sindical.
Más adelante, en el XIV Congreso del PIT-CNT del 2021 se lo elige como presidente de todos los trabajadores organizados del país.
Durante el XV Congreso del Pit-CNT el 24 de mayo de 2025 resulta reelecto para seguir siendo presidente de la organización, resultando la lista que encabezaba la más votada.

### Su rol en el referéndum contra la LUC y en la reforma de la seguridad social
Como Secretario General del PIT-CNT, tuvo un papel central en la oposición a la Ley de Urgente Consideración (LUC) aprobada en 2020 durante el gobierno de Luis Lacalle Pou. Abdala fue la principal voz del sindicalismo en promover activamente el referéndum impulsado por diversas organizaciones sociales y políticas con el objetivo de derogar 135 artículos de la LUC, los cuales fueron señalados como perjudiciales para los derechos laborales, la educación pública, la seguridad y el acceso a la vivienda. Finalmente, se reunieron casi 800.000 firmas que permitieron la convocatoria al referéndum en 2022, aunque a la postre por escaso margen, el referéndum no fue aprobado y la LUC siguió vigente. 
Ya como presidente de la central sindical, en el debate sobre la reforma de la seguridad social impulsada por el gobierno de coalición, Abdala se posicionó como una de las voces más críticas. Desde el PIT-CNT, sostuvo que la reforma aumentaba la edad de jubilación y reducía derechos adquiridos por los trabajadores, beneficiando al sector financiero en detrimento del sistema previsional solidario. La central obrera promovió movilizaciones y paros generales en rechazo a la reforma, argumentando que el proceso de cambios en el régimen previsional debía ser fruto de un debate más amplio, con participación de los sectores trabajadores y con una perspectiva de justicia social.
En este marco, Abdala jugó un rol protagónico en la promoción del  plebiscito de reforma jubilatoria en Uruguay en 2024 para colocar en la constitución tres puntos claves de defensa de la seguridad social. El PIT-CNT, bajo su liderazgo, encabezó una campaña de recolección de firmas para someter a votación la iniciativa que buscaba reestablecer una edad de retiro más baja, eliminar las AFAPs y establecer el mínimo jubilatorio en el mismo guarismo que el Salario Mínimo Nacional. La central sindical impulsó una intensa campaña logrando más de 400.000 firmas, pero obteniendo un 40% de apoyo en el plebiscito, por lo que la reforma no fue aprobada.